# خیلی دور (ترانه)
«خیلی دور» (به انگلیسی: So Far Away) نام سومین ترانه از گروه هوی متال آمریکایی اونجد سون‌فولد از آلبوم کابوس است. ضبط این آهنگ از نوامبر ۲۰۰۹ تا آوریل ۲۰۱۰ به طول انجامید و در تاریخ ۵ آوریل ۲۰۱۱ منتشر شد. این ترانه برای درامر فقید این گروه د ریو سروده شد که در دسامبر ۲۰۰۹ به دلیل بیش‌مصرفی فوت کرد. این آهنگ مقام اول در بین بهترین ترانه های مین استریم راک بیلبورد، مقام ششم بهترین ترانه راک در بیلبورد و مقام پانزدهم به عنوان بهترین ترانه آلترنیتیو را بدست آورد.

## ترک لیست
| شماره | نام                       | مدت  |
| ----- | ------------------------- | ---- |
| ۱.    | «خیلی دور ( ورژن آلبوم )» | ۵:۲۷ |
| ۲.    | «خیلی دور ( ورژن رادیو )» | ۴:۳۴ |